# National Basketball Association 1974/1975
National Basketball Association 1974/1975 var den 29:e säsongen av den amerikanska proffsligan i basket. Säsongen inleddes den 17 oktober 1974 och avslutades den 6 april 1975 efter 738 seriematcher, vilket gjorde att samtliga 18 lagen spelade 82 matcher var.
För första gången avslutades seriespelet i april.
Söndagen den 25 maj 1975 vann Golden State Warriors sin tredje NBA-titel (de två första som Philadelphia Warriors) efter att ha besegrat Washington Bullets med 4-0 i matcher i en finalserie i bäst av 7 matcher.
New Orleans Jazz spelade sin första säsong.
Capital Bullets bytte inför den här säsongen namn till Washington Bullets.
All Star-matchen spelades den 14 januari 1975 i Veterans Memorial Coliseum i Phoenix, Arizona. Eastern Conference vann matchen över Western Conference med 108-102.

## Grundserien
Not: Pos = Position i konferensen, V = Vinster, F = Förluster, PCT = Vinstprocent
- Lag i GRÖN färg till en slutspelserie.
- Lag i RÖD färg har spelat klart för säsongen.

Eastern Conference
| Pos | Lag                | V  | F  | PCT  |
| --- | ------------------ | -- | -- | ---- |
| 1   | Boston Celtics     | 60 | 22 | .732 |
| 3   | Buffalo Braves     | 49 | 33 | .598 |
| 5   | New York Knicks    | 40 | 42 | .488 |
| 7   | Philadelphia 76ers | 34 | 48 | .415 |

| Pos | Lag                 | V  | F  | PCT  |
| --- | ------------------- | -- | -- | ---- |
| 2   | Washington Bullets  | 60 | 22 | .732 |
| 4   | Houston Rockets     | 41 | 41 | .500 |
| 6   | Cleveland Cavaliers | 40 | 42 | .488 |
| 8   | Atlanta Hawks       | 31 | 51 | .378 |
| 9   | New Orleans Jazz    | 23 | 59 | .280 |

Western Conference
| Pos | Lag                     | V  | F  | PCT  |
| --- | ----------------------- | -- | -- | ---- |
| 2   | Chicago Bulls           | 47 | 35 | .573 |
| 3   | Kansas City-Omaha Kings | 44 | 38 | .537 |
| 5   | Detroit Pistons         | 40 | 42 | .488 |
| 6   | Milwaukee Bucks         | 38 | 44 | .463 |

| Pos | Lag                    | V  | F  | PCT  |
| --- | ---------------------- | -- | -- | ---- |
| 1   | Golden State Warriors  | 48 | 34 | .585 |
| 4   | Seattle SuperSonics    | 43 | 39 | .524 |
| 7   | Portland Trail Blazers | 38 | 44 | .463 |
| 8   | Phoenix Suns           | 32 | 50 | .390 |
| 9   | Los Angeles Lakers     | 30 | 52 | .366 |

## Slutspelet
De fem bästa lagen i den östra och den västra konferensen gick till slutspelet. Där möttes först fyran och femman i åttondelsfinaler (konferenskvartsfinaler) i bäst av 3 matcher där vinnaren fick möta konferensvinnaren i en kvartsfinalserie (konferenssemifinaler) medan det tvåan och trean inom samma konferens mötte varandra. De vinnande kvartsfinallagen inom sin konferens möttes sen i semifinalserier (konferensfinaler). Alla slutspelsserier avgjordes i bäst av 7 matcher.
Åttondelsfinaler (Konferens Kvartsfinaler)
- Houston Rockets - New York Knicks 2-1
- Seattle SuperSonics - Detroit Pistons 2-1

|  | Konferenssemifinaler | Konferenssemifinaler | Konferenssemifinaler |            |   | Konferensfinaler | Konferensfinaler | Konferensfinaler |  |  | NBA-final | NBA-final    | NBA-final |
|  |                      |                      |                      |            |   |                  |                  |                  |  |  |           |              |           |
|  | 1                    | Golden State         | 4                    |            |   |                  |                  |                  |  |  |           |              |           |
|  | 4                    | Seattle              | 2                    |            |   |                  |                  |                  |  |  |           |              |           |
|  | 4                    | Seattle              | 2                    |            | 1 | Golden State     | 4                |                  |  |  |           |              |           |
|  | Western Conference   |                      |                      |            | 1 | Golden State     | 4                |                  |  |  |           |              |           |
|  |                      |                      | 2                    | Chicago    | 3 |                  |                  |                  |  |  |           |              |           |
|  | 3                    | Kansas City-Omaha    | 2                    | Chicago    | 3 | 2                |                  |                  |  |  |           |              |           |
|  | 3                    | Kansas City-Omaha    |                      |            |   | 2                |                  |                  |  |  |           |              |           |
|  | 2                    | Chicago              | 4                    |            |   |                  |                  |                  |  |  |           |              |           |
|  |                      |                      |                      |            |   |                  |                  |                  |  |  | W1        | Golden State | 4         |
|  |                      |                      | E1                   | Washington | 0 |                  |                  |                  |  |  |           |              |           |
|  | 1                    | Boston               | 4                    |            |   |                  |                  |                  |  |  |           |              |           |
|  | 4                    | Houston              | 1                    |            |   |                  |                  |                  |  |  |           |              |           |
|  | 4                    | Houston              | 1                    |            | 1 | Boston           | 2                |                  |  |  |           |              |           |
|  | Eastern Conference   |                      |                      |            | 1 | Boston           | 2                |                  |  |  |           |              |           |
|  |                      |                      | 2                    | Washington | 4 |                  |                  |                  |  |  |           |              |           |
|  | 3                    | Buffalo              | 2                    | Washington | 4 | 3                |                  |                  |  |  |           |              |           |
|  | 3                    | Buffalo              |                      |            |   | 3                |                  |                  |  |  |           |              |           |
|  | 2                    | Washington           | 4                    |            |   |                  |                  |                  |  |  |           |              |           |

### NBA-final
Golden State Warriors mot Washington Bullets
| Match   | Datum  | Hemmalag     | Bortalag     | Resultat  |
| ------- | ------ | ------------ | ------------ | --------- |
| Match 1 | 18 maj | Washington   | Golden State | 95 - 101  |
| Match 2 | 20 maj | Golden State | Washington   | 92 - 91   |
| Match 3 | 23 maj | Golden State | Washington   | 109 - 101 |
| Match 4 | 25 maj | Washington   | Golden State | 95 - 96   |

Golden State Warriors vann finalserien med 4-0 i matcher